# Антосяк Володимир Георгійович
Володи́мир Гео́ргійович Антося́к (нар. 7 січня 1934, Ананьїв, Одеська область, Українська РСР, СРСР — пом. 1989) — радянський науковець, доктор технічних наук, професор. Ректор Кишинівського політехнічного інституту (1973—1988).

## Життєпис
Народився 7 січня 1934 року в українському місті Ананьєві Одеської області в родині голови Молдавського раднаргоспу.
У 1951 році закінчив середню школу в Кишиневі й вступив до Московського інституту сталі та сплавів, який закінчив 1956 року за спеціальністю інженер-металург. Направлений на роботу на Алчевський металургійний завод.
У 1959 році вступив до аспірантури Київського політехнічного інституту на кафедру «Автоматизації металургійних процесів і печей» (керівник — В. С. Кочо). Працював на кафедрі з 12 вересня 1962 по 2 липня 1971 року. Читав курс лекцій «Металургійні печі». 25 травня 1963 року присуджено науковий ступінь «кандидата технічних наук», а 27 липня 1966 року присвоєно звання «доцента».
1971 року перевівся до Кишинівського політехнічного інституту, де працював завідувачем кафедри, а з 1973 по 1988 роки — ректором інституту.
Трагічно загинув у 1989 році.